# Inon Zur
Inon Zur (n. 4 de julio de 1965) es un premiado compositor de música para películas, televisión y videojuegos.

## Biografía
Inon Zur nació en Israel. Se graduó desde La Academia de Música de Tel Aviv , y ha estudiado en la Dick Grove School de Música y en la Universidad de California, Los Ángeles.

## Discografía

### Películas
- Yellow Lotus (1994)
- Turbo: A Power Rangers Movie (1997)
- Casper, la primera aventura (1997)
- Rusty: A Dog's Tale (1998)
- Au Pair (1999)
- Final Descent (2000)
- Escaflowne: The Movie (2000) – Versión inglesa.
- St. Patrick: The Irish Legend (2000)
- Power Rangers in 3D: Triple Force (2000)
- Au Pair II (2001)

### Televisión
- Valley of the Dolls (1994)
- Big Bad Beetleborgs (1996)
- Beetleborgs Metallix (1997)
- Power Rangers Turbo (1997)
- The Mystic Knights of Tir Na Nog (1998)
- Power Rangers en el espacio (1998)
- The Big Guy and Rusty the Boy Robot (1999)
- Power Rangers Lost Galaxy (1999)
- Escaflowne (2000) – serie anime (versión inglesa)
- Power Rangers Lightspeed Rescue (2000)
- State of Grace (2001)
- Digimon (2001)
- Power Rangers Time Force (2001)
- Extra (2002)
- The Bachelor (2002)
- Jericho (2006) – Serie en webisode (cortos capítulos vía en línea)
- Ghost Whisperer: The Other Side (2007) – Serie en webisode
- Iron Man (2007) – Serie en webisode

### Videojuegos
| Año  | Título                                               | Notas                    |
| ---- | ---------------------------------------------------- | ------------------------ |
| 2000 | Star Trek: New Worlds                                |                          |
| 2000 | Star Trek: Klingon Academy                           |                          |
| 2000 | Star Trek: Starfleet Command II: Empires at War      |                          |
| 2001 | Fallout Tactics: Brotherhood of Steel                |                          |
| 2001 | Baldur's Gate II: Throne of Bhaal                    | Expansión                |
| 2001 | Star Trek: Starfleet Command: Orion Pirates          | Expansión                |
| 2002 | Icewind Dale II                                      |                          |
| 2002 | Run Like Hell                                        |                          |
| 2002 | War and Peace: 1796–1815                             |                          |
| 2003 | Lineage II                                           |                          |
| 2003 | Lionheart: Legacy of the Crusader                    |                          |
| 2003 | SOCOM II: U.S. Navy SEALs                            |                          |
| 2004 | Champions of Norrath                                 |                          |
| 2004 | Syberia II                                           |                          |
| 2004 | Crusader Kings                                       |                          |
| 2004 | Combat: Task Force 121                               |                          |
| 2004 | Shadow Ops: Red Mercury                              |                          |
| 2004 | Power Rangers Dino Thunder                           |                          |
| 2004 | Men of Valor                                         |                          |
| 2004 | Prince of Persia: Warrior Within                     |                          |
| 2005 | Champions: Return to Arms                            |                          |
| 2005 | Twisted Metal: Head-On                               |                          |
| 2005 | Warhammer 40,000: Dawn of War: Winter Assault        | Expansión                |
| 2005 | Prince of Persia: The Two Thrones                    |                          |
| 2005 | Gauntlet: Seven Sorrows                              |                          |
| 2006 | Pirates of the Caribbean: The Legend of Jack Sparrow |                          |
| 2006 | Warhammer 40,000: Dawn of War: Dark Crusade          | Expansión                |
| 2006 | EverQuest II: Echoes of Faydwer                      | Expansión                |
| 2006 | Lineage II: Chronicle V: Oath for Blood              | Expansión                |
| 2007 | Company of Heroes: Opposing Fronts                   |                          |
| 2007 | Naruto: Rise of a Ninja                              |                          |
| 2007 | Exteel                                               |                          |
| 2007 | Crysis                                               |                          |
| 2008 | EverQuest II: The Shadow Odyssey                     | Expansión                |
| 2008 | Fallout 3                                            |                          |
| 2008 | Naruto: The Broken Bond                              |                          |
| 2008 | Warhammer 40,000: Dawn of War: Soulstorm             | Expansión                |
| 2008 | Prince of Persia                                     |                          |
| 2009 | Fallout 3: Broken Steel                              | Expansión                |
| 2009 | Prince of Persia: Epilogue                           | Expansión                |
| 2009 | Dragon Age: Origins                                  |                          |
| 2009 | James Cameron's Avatar: The Game                     | Versión para Nintendo DS |
| 2009 | EverQuest: Underfoot                                 | Expansión                |
| 2010 | EverQuest II: Sentinel's Fate                        | Expansión                |
| 2010 | Dragon Age: Origins – Awakening                      | Expansión                |
| 2010 | Ace Combat: Joint Assault                            | Invitado                 |
| 2010 | Fallout: New Vegas                                   |                          |
| 2011 | Rift                                                 |                          |
| 2011 | Dragon Age II                                        |                          |
| 2011 | The Exiled Realm of Arborea                          |                          |
| 2011 | Thor: God of Thunder                                 |                          |
| 2015 | Fallout 4                                            |                          |
| 2018 | Fallout 76                                           |                          |
| 2019 | The Waylanders                                       |                          |

## Premios y nominaciones
| Año  | Premio                                             | Categoría                        | Obra                                                        | Resultado |
| ---- | -------------------------------------------------- | -------------------------------- | ----------------------------------------------------------- | --------- |
| 1997 | Telly Award                                        | Best Score                       | Power Rangers Turbo                                         | Ganador   |
| 2002 | Game Audio Network Guild                           | Music of the Year                | Icewind Dale II                                             | Nominado  |
| 2003 | Game Audio Network Guild                           | Best Original Instrumental Song  | SOCOM II: U.S. Navy SEALS – "Main Theme"                    | Nominado  |
| 2004 | Game Audio Network Guild                           | Best Original Instrumental Song  | Men of Valor – "Main Theme"                                 | Ganador   |
| 2004 | Game Audio Network Guild                           | Best Live Performance Recording  | Men of Valor                                                | Nominado  |
| 2004 | Game Audio Network Guild                           | Best Original Soundtrack Album   | Men of Valor                                                | Nominado  |
| 2004 | Game Audio Network Guild                           | Best Original Soundtrack Album   | Shadow Ops: Red Mercury                                     | Nominado  |
| 2006 | Canadian Awards for the Electronic & Animated Arts | Best Original Musical Score      | Warhammer 40,000: Dawn of War: Dark Crusade                 | Nominado  |
| 2007 | IGN Best of 2007 Awards                            | Best Original Score (PC)         | Crysis                                                      | Runner-up |
| 2008 | British Academy of Film and Television Arts        | Best Original Score              | Fallout 3                                                   | Nominado  |
| 2008 | Spike Video Game Awards                            | Best Original Score              | Fallout 3                                                   | Nominado  |
| 2008 | Golden Joystick Award                              | Soundtrack of the Year           | Fallout 3                                                   | Nominado  |
| 2008 | Game Audio Network Guild                           | Best Original Vocal – Choral     | Prince of Persia – "Menu Theme"                             | Nominado  |
| 2008 | Game Audio Network Guild                           | Best Original Instrumental       | Prince of Persia – "Healed Land"                            | Nominado  |
| 2008 | IGN Best of 2008 Awards                            | Best Original Score              | Prince of Persia                                            | Nominado  |
| 2009 | Hollywood Music In Media Award                     | Best Original Song – Video Game  | Dragon Age: Origins – "I Am the One"                        | Ganador   |
| 2009 | Hollywood Music In Media Award                     | Best Original Score – Video Game | Dragon Age: Origins                                         | Nominado  |
| 2009 | Game Audio Network Guild                           | Music of the Year                | Dragon Age: Origins                                         | Nominado  |
| 2009 | Game Audio Network Guild                           | Best Soundtrack Album            | Dragon Age: Origins                                         | Nominado  |
| 2009 | Game Audio Network Guild                           | Best Original Vocal - Pop        | Dragon Age: Origins – "I Am the One" (High Fantasy Version) | Nominado  |
| 2009 | Game Audio Network Guild                           | Best Original Vocal - Pop        | Dragon Age: Origins – "Lelianna's Song"                     | Nominado  |